# Marie-Louise de Bourbon-Parme (1802-1857)
Pour les articles homonymes, voir Marie-Louise de Bourbon-Parme, Marie-Louise de Bourbon et Marie-Louise.
Marie-Louise Charlotte de Bourbon-Parme, princesse d'Étrurie puis princesse de Lucques, née à Barcelone le 20 octobre 1802 et décédée à Rome le 18 mars 1857, est la seconde épouse du prince Maximilien de Saxe. Elle est connue pour son excentricité.

## Biographie
Deuxième enfant et seule fille du couple royal d'Étrurie (un pays créé ex nihilo à partir des dépouilles du Grand-duché de Toscane par le premier consul Français Napoléon Bonaparte pour s'allier le roi d'Espagne), la princesse est née à Barcelone où ses parents avait été conviés pour assister au mariage de leur frère et beau-frère, le prince des Asturies avec leur cousine Marie-Antoinette de Bourbon-Siciles. L'accouchement fut particulièrement difficile et les médecins doutèrent que la mère et l'enfant pussent survivre.
Le prénom de la princesse est un hommage à sa grand-mère maternelle, la reine d'Espagne, Marie-Louise de Bourbon-Parme. c'est aussi le prénom de sa mère.
Le monde dans lequel nait la princesse est bouleversé par les coups de boutoir de la Révolution française qui remet en cause avec violence le système monarchique. Son père et sa mère appartiennent à la Maison de Bourbon. Son arrière-grand-père, devenu duc de Parme en 1748, est le fondateur de la branche de la Maison de Bourbon-Parme. Sa grand-mère, l'archiduchesse Marie-Amélie d'Autriche est la sœur de la reine de France Marie-Antoinette exécutée après un procès inique. La princesse Marie-Louise est une proche parente des plus importants souverains européens catholiques. Dès l'année suivante, son père, Louis Ier d'Étrurie, s'éteint. Il n'était âgé que de 29 ans. Il laisse son trône à son fils, Louis II âgé de 4 ans. La régence est confiée à son épouse, veuve à 21 ans. La reine-douairière ne gouvernera que quatre ans. Le premier consul français s'est fait proclamer empereur et, désirant établir une nouvelle dynastie, distribue les trônes européens à sa parentèle. En 1807, ses troupes annexent le royaume d'Étrurie, recréent le grand-duché de Toscane que Napoléon confie à l'une de ses sœurs.

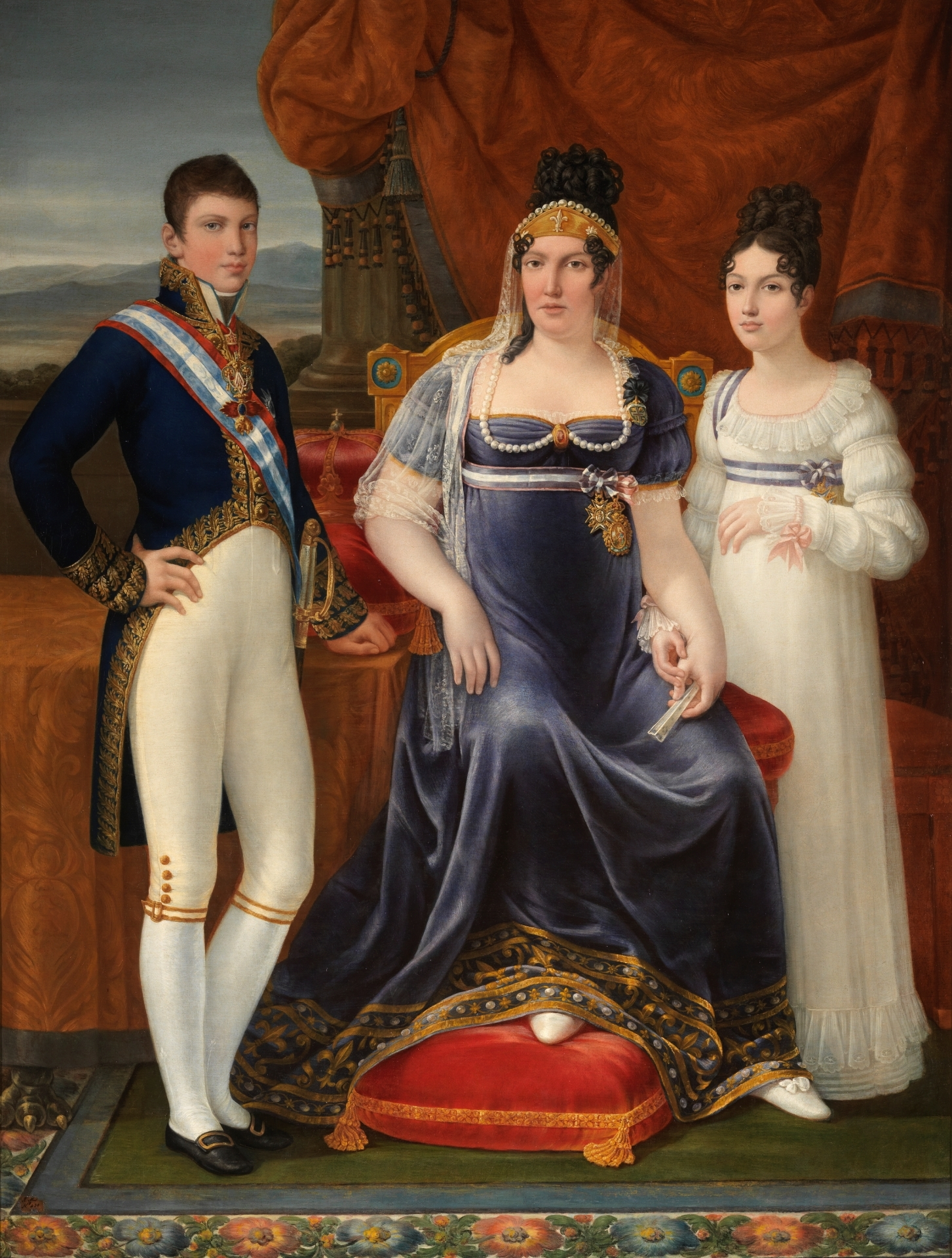
Le prince de Lucques avec sa mère, la régente Marie-Louise et sa sœur la princesse Louise (1815)

La reine-régente quitte l'Italie avec ses deux enfants. Elle rejoint ses parents en Espagne. Ceux-ci sont destitués en 1808 par l'empereur des Français qui les maintient en résidence surveillée à Valençay. La reine-douairière d'Étrurie et ses enfants sont confinés à Fontainebleau puis à Compiègne, enfin à Nice. Femme de caractère, la reine douairière d'Étrurie tente de fuir en 1811 mais reprise, elle est condamnée avec ses jeunes enfants à la résidence surveillée dans un couvent de dominicaines de Rome dont une de ses belles-sœurs est prieure. Elle y sera maintenue d'octobre 1811 à janvier 1814.
La chute de l'empire Français ne redonne pas les duchés de Parme, Plaisance et Guastalla à ses souverains légitimes. Le Congrès de Vienne confie les duchés à titre viager à l'ex-impératrice des Français, Marie-Louise. L'ancienne république de Lucques, transformée en duché, est donnée pendant ce temps à l'éphémère roi Louis II d'Étrurie. À la mort de l'ex-impératrice des Français, Parme retrouvera ses souverains légitimes et Lucques sera donné à la Toscane. En attendant la princesse d'Étrurie est dénommée duchesse de Lucques. 
Le rétablissement des monarchies semblant consacrer l'échec de la révolution française, les dynasties victimes ou collaboratrices de "l'usurpateur" , désirant effacer ce passé difficile, se rapprochent et pour retisser des liens, organisent les mariages de leurs rejetons. Dès 1816, la reine d'Espagne, en exil à Rome, souhaite marier son plus jeune fils François de Paule à sa petite-fille Marie-Louise de Lucques. La régente Marie-Louise s'oppose de toutes ses forces aux projets de sa mère. Que l'infant François de Paule, âgé de 21 ans soit l'oncle de la princesse Marie-Louise qui en a 14 n'est pas à l'époque un scandale dans les familles royales dont les unions sont d'ordre politique. Le pape, lui aussi restauré à Rome, donnerait sans problème la dispense nécessaire aux familles royales. Mais l'infant passe pour être le fils de l'amant de la reine et non du roi. 
La duchesse de Lucques s'éteint en 1824 sans avoir pu marier sa fille. Son fils, marié en 1820, à la princesse Marie-Thérèse de Sardaigne dont il a eu un fils, devient duc sous le nom de Charles-Louis Ier.
En 1825, Marie-Louise, toujours célibataire à 23 ans, épouse son oncle par alliance Maximilien de Saxe. Âgé de 66 ans, le prince est depuis plus de vingt ans veuf de la princesse  Caroline de Parme, tante de sa seconde épouse. Le couple n'aura pas d'enfant et Marie-Louise devient la belle-mère de ses cousins germains qui sont tous plus âgés qu'elle. Ainsi la reine d'Espagne, Marie-Josèphe de Saxe (1803-1829) est en même temps, la cousine germaine, la tante par alliance et la belle-fille de la princesse de Lucques. En 1830, le prince renonce à ses droits au trône au profit de son fils qui deviendra en 1836 le roi Frédéric-Auguste II de Saxe. Il meurt en 1838. 
Marie-Louise, veuve à 36 ans, s'est retirée à Vienne où elle se fait remarquer par ses excentricités. Elle contracte ensuite deux unions morganatiques : en 1849 avec le comte Francesco Rossi (qui s'éteint en 1854) puis en 1855 avec le comte Giovanni Vimercati. En 1845, son neveu le prince héréditaire de Lucques épouse Louise d'Artois sœur du comte de Chambord vivant en exil avec son frère en Autriche. C'est sa tante Marie-Thérèse de France, fille des défunts Louis XVI et Marie-Antoinette qui a voulu ce mariage pour sa nièce. La dernière petite-fille de France sera donc souveraine. En 1847, la duchesse régnante de Parme s'éteint. Conformément au traité du Congrès de Vienne, le frère de Marie-Louise , usant de son second prénom, devient le duc Charles II de Parme. Son autoritarisme provoque des émeutes à Parme. Il abdique en faveur de son fils qui devient le duc Charles III de Parme. Celui-ci est assassiné en 1854 et sa veuve, Louise d'Artois devient régente pour leur fils Robert Ier de Parme.
Marie-Louise de Bourbon-Parme, princesse d'Étrurie puis de Lucques puis de Saxe, meurt à Rome en 1857 à l'âge de 55 ans. Son troisième mari la suivra dans la tombe en 1861.